# 스투쉬
스투쉬(Stooshe)는 잉글랜드 런던 출신 영국의 걸 그룹이다. 2012년, 싱글 "Love Me"를 발매하며 데뷔했다. 2011년 11월 5일, BBC 사운드 오브 2012 명단에 올랐다.
데뷔 싱글 "Love Me"는 래퍼 트래비 매코이가 피쳐링을 맞았으며 UK 차트에서 5위까지 올랐다. 2012년 6월, "Black Heart"를 발매했고, 이 곡은 발매한 지 한 달도 채 안되어 3위까지 올랐다. 2012년 11월, TLC의 곡 "Waterfalls" 커버곡을 싱글로 발매했다. 2013년 5월 12일, 세번째 싱글 "Slip"를 발매했고, 이 곡은 영국 싱글 차트에서 12위를 했다. 2013년 6월 12일, 데뷔 앨범 London with the Lights On 을 발매했고, 앨범은 영국 음반 차트에서 8위를 했다. 2016년 1월 15일, 두번째 앨범의 첫 싱글 "Lock Down"을 발매했다.